# Så sänktes Barings Bank
Så sänktes Barings Bank (engelska Rogue Trader) är en bok från 1996 där Nick Leeson, som genom vidlyftiga finansiella spekulationer sänkte Barings Bank, ger sin egen version av det som verkligen hände.
Allt började, enligt Leeson, då han ville hjälpa en nyanställd kontorsflicka som genom slarv orsakat en större förlust. Då skapade han det berömda 88888-kontot, ett misstagskonto, där förlusten gömdes undan. Efterhand ökade förlusterna och Leeson började då att spekulera allt våldsammare för att vinna tillbaks pengarna. Han lärde sig också under processen hur lätt det var att föra revisorer och ansvariga chefer bakom ryggen, ända tills han själv insåg att allt var på väg att falla samman. Då bestämde han sig för att fly.
Boken blev film 1999, med titeln Rouge Trader och Ewan McGregor i huvudrollen.